# Pietro Basadonna
Pietro Basadonna (né en 1617  à Venise, Italie, alors dans la république de Venise, et mort le 6 octobre 1684 à Rome) est un cardinal italien du XVIIe siècle.  Il est l'oncle du cardinal Luigi Priuli (1712) .

## Biographie
Pietro Basadonna appartient à la famille vénitienne des Basadonna. Il est un orateur reconnu. Il est ambassadeur de Venise en Espagne et au Saint-Siège.
Le pape Clément X le crée cardinal lors du consistoire du 12 juin 1673. Il participe au conclave de 1676, lors duquel Innocent XI est élu pape.